# Monotagma laxum
Monotagma laxum là một loài thực vật có hoa trong họ Marantaceae. Loài này được (Poepp. & Endl.) K.Schum. mô tả khoa học đầu tiên năm 1902.